# Mswati II
 (janvier 2020).
Si vous disposez d'ouvrages ou d'articles de référence ou si vous connaissez des sites web de qualité traitant du thème abordé ici, merci de compléter l'article en donnant les références utiles à sa vérifiabilité et en les liant à la section « Notes et références ».
Mswati II (aussi appelé Mouazi, Mavuso II ou Mdvuso), né vers 1820 et mort en 1868, est roi du Swaziland entre 1840 et 1868. 

## Biographie
Ingwenyama Mswati est le fils de Sobhuza Ier et de Tsandzile Ndwandwe, qui fait office de régente après sa mort, fille de Zwide Ndwandwe, le chef du puissant clan Ndwandwe au sud de la rivière Pongola. Les clans swazis sous la direction de Sobhuza sont constamment en conflit avec les Ndwandwe. En conséquence, Sobhuza fait une offre pour épouser l'une des filles de Zwide et établir la paix avec ses voisins. Cela aboutit à l'envoi d'une fête dans la capitale Ndwandwe et Tsandzile est choisie comme épouse pour porter le successeur de Sobhuza. La jeunesse de Mswati après la mort de Sobhuza est marquée par des disputes sur la royauté avec ses frères. À la suite de cela, Mswati et sa mère sont installés dans leurs positions avant que l'un d'eux ne soit correctement préparé. De telles circonstances au début de sa vie sont parfois considérées comme le prédisposant à être féroce et décisif plus tard dans son règne. Quand Mswati est monté sur le trône, son prédécesseur lui a laissé un pays qui prétendait atteindre le Barberton moderne au nord, la Caroline à l'ouest, la rivière Pongola au sud et les montagnes Lubombo à l'est.
Appelé par l'anthropologue Hilda Kuper « le plus grand des rois combattants du Swazi », il permit à l'Eswatini auquel il donne son nom, en remplacement de celui de Ngwane, d'atteindre sa plus grande extension territoriale. 